# Eickhaus

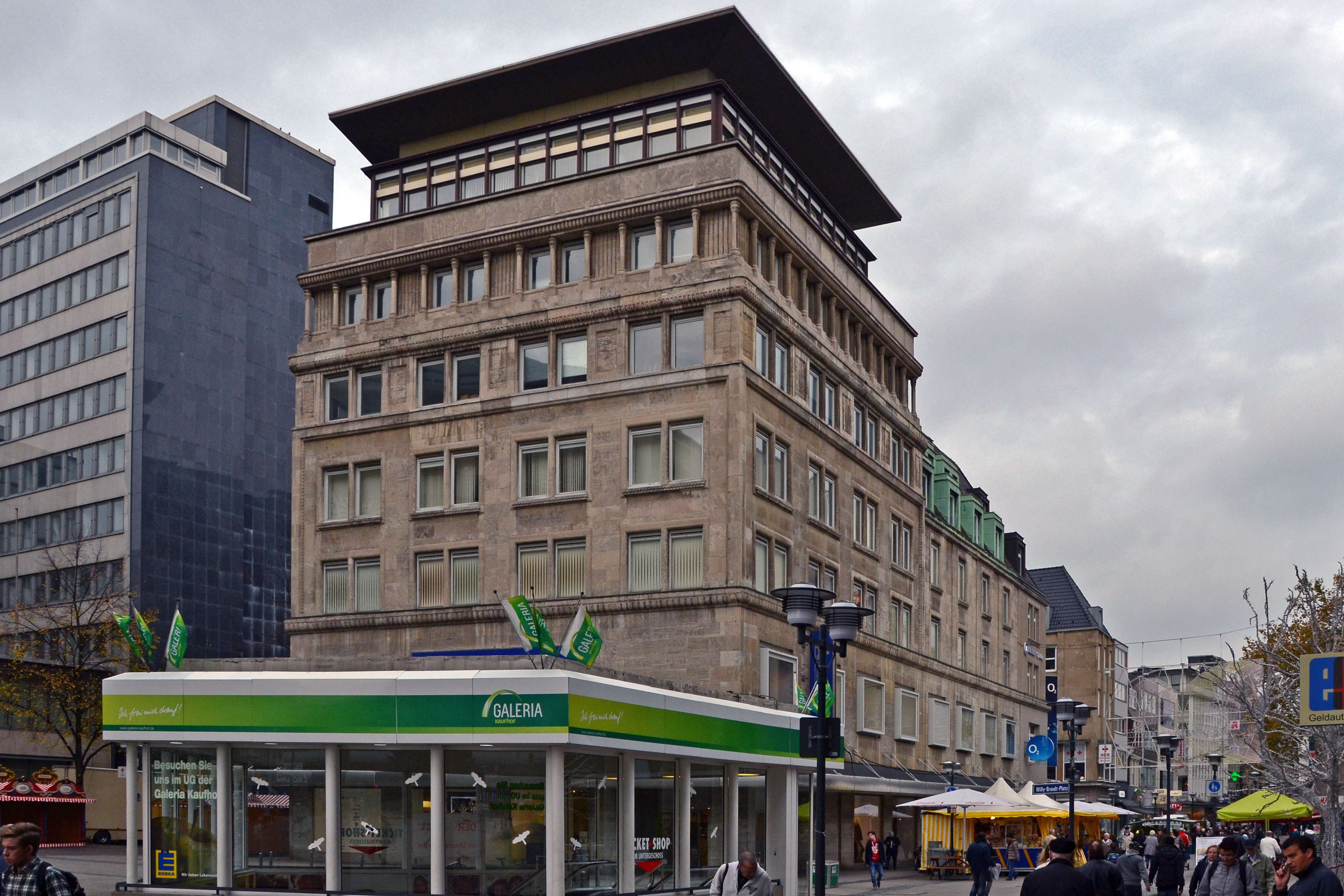
Eickhaus (2014)

Das Eickhaus ist ein 1915 nach Plänen des Architekten Georg Metzendorf errichtetes und unter Denkmalschutz stehendes Geschäftshaus in der Essener Innenstadt.

## Geschichte

### Vorgängergebäude
Auf dem Grundstück des ab 1913 errichteten Geschäftshauses zwischen der Kettwiger Straße und der Rathenaustraße gab es folgende zwei Vorgängergebäude:
Das Wirtshaus von Hannes Schnutenhaus – er war einer der letzten zwei Bauern auf der Kettwiger Straße – wurde Mitte des 19. Jahrhunderts von Johann Schulte übernommen. Er führte es als Restaurant und Wirtschaft weiter und war bei den Essenern als Schultenhännes bekannt. 1894 wurde das Gebäude abgerissen.
Daraufhin wurde ein repräsentatives Eckhaus mit Jugendstilelementen errichtet, in dem ein gehobenes Bierlokal betrieben wurde. Familie Schulte vermietete es 1901 an einen Herrn Ehrlich. Wenig später entstand hier das Zigarrengeschäft von J. Neumann. Nachdem die Stadt Essen das Gebäude 1910 gekauft hatte, wurde es später abgebrochen.

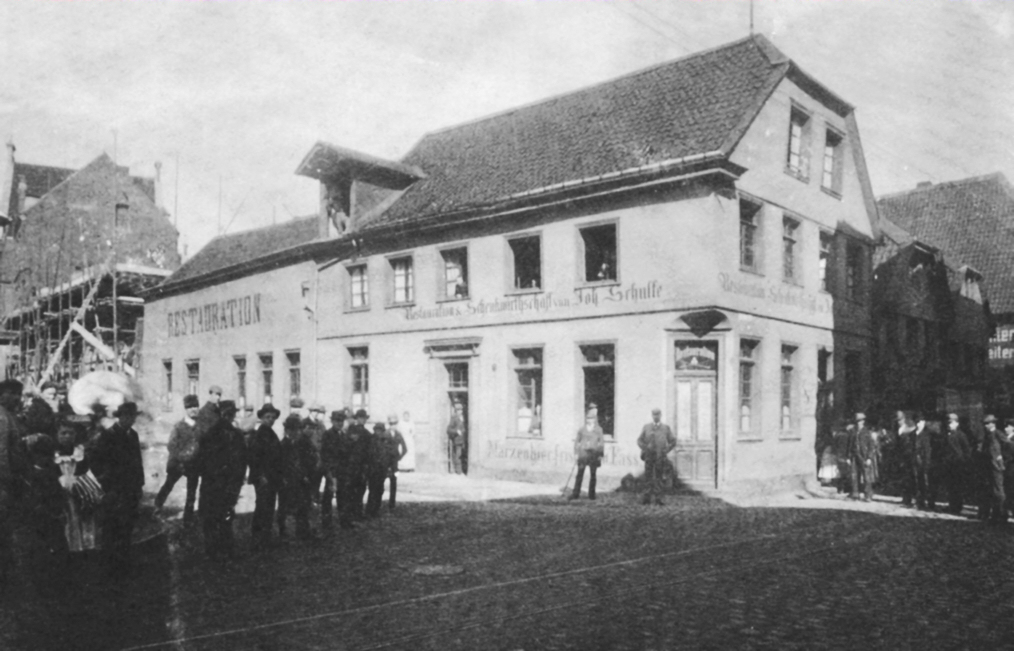
Restaurant und Wirtschaft von Johann Schulte, bis 1894
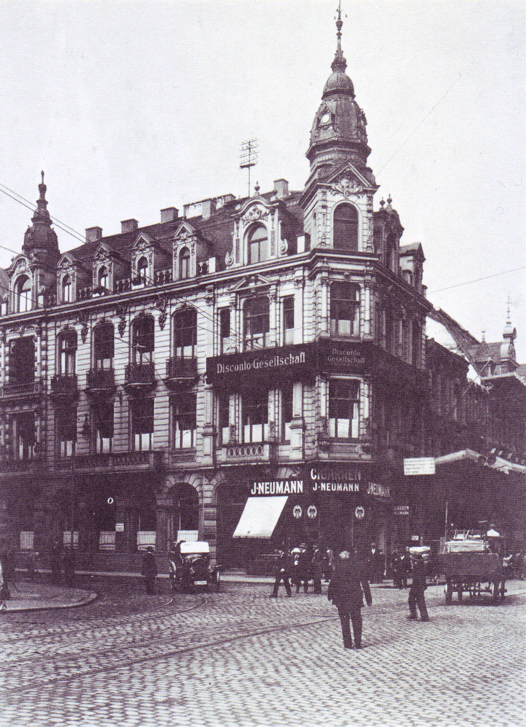
Direktes Vorgängergebäude des Eickhauses

### Architektur, Nutzung

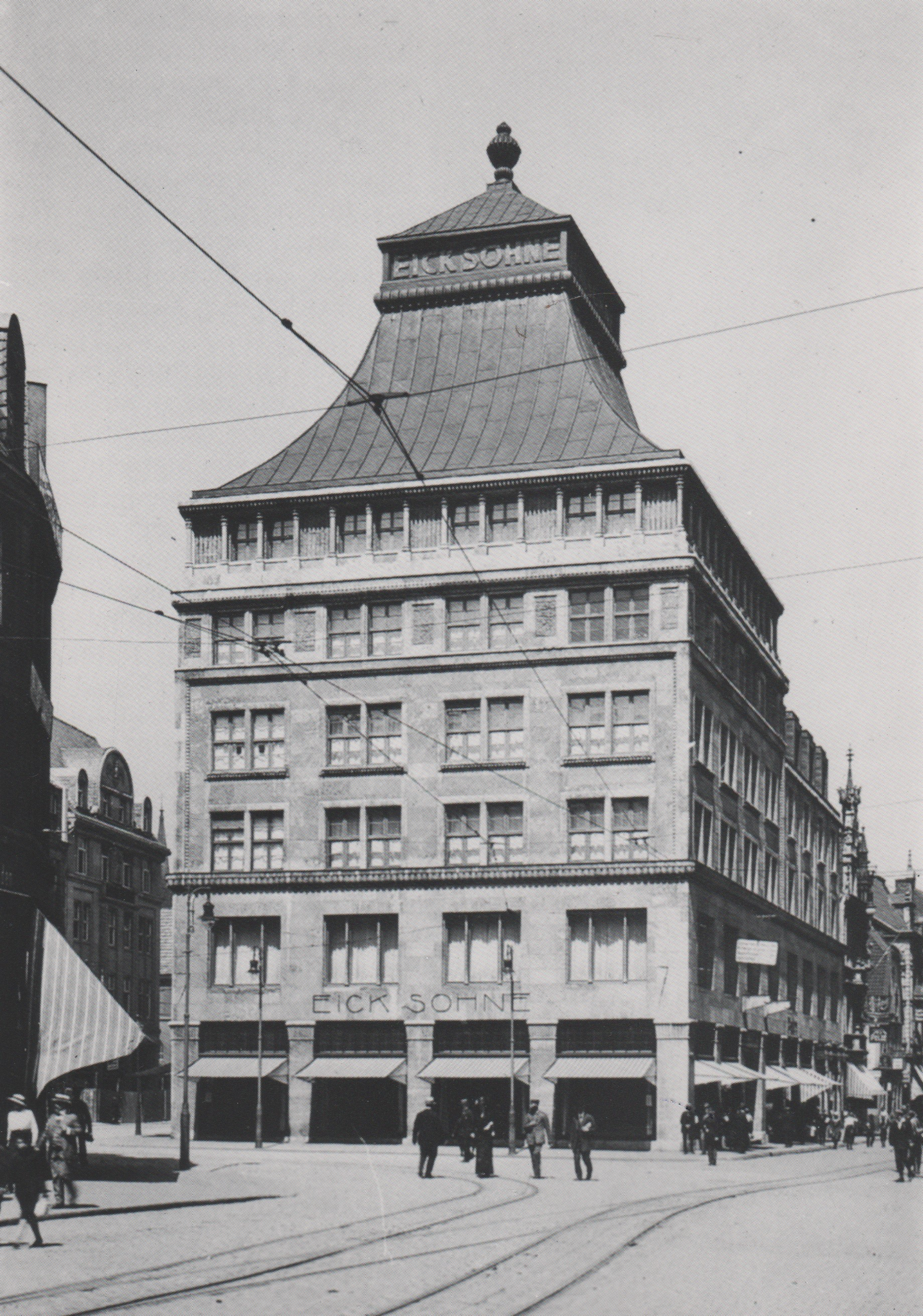
Eickhaus in den 1910er Jahren

Das bis heute erhaltene Eickhaus wurde in den Jahren 1913 bis 1915 erbaut. Nach einem Entwurfswettbewerb aus dem Jahre 1911 wurde das Haus nach Plänen des Architekten Georg Metzendorf errichtet. Bauherr und erster Eigentümer war die Kettwigerstraße-Grundbesitzgesellschaft mbH, von der Stadt Essen und der Firma Eick Söhne gegründet. Sie diente den Gesellschaftern zur Realisierung des städtebaulich bedeutsamen Projektes. 
Bereits im November 1914 eröffnete im Eickhaus das Konfitürengeschäft von Betty Meyer. Im Januar 1915 warb das RWE für eine Ausstellung von elektrischen Beleuchtungskörpern im Eickhaus. Die Firma A. Eick Söhne, von der sich der gebräuchliche Name Eickhaus ableitet, inserierte in der Essener Volkszeitung vom 27. März 1915, dass sie von heute an im Neubau des Eickhauses Teppiche, Gardinen und Vorhänge verkaufen und ab April 1915 Brautausstattungen und Wohnungseinrichtungen. Zuvor hatte die Firma A. Eick Söhne ihr Geschäft an der damaligen Gildehofstraße und Mühlenstraße (heute I. Dellbrügge). 
Im Mittelpunkt des Hauses gab es einen zweigeschossigen, mit Marmor verkleideten Teppichsaal mit Galerie. In den Schaufenstern stellte die Essener Raumkunstgruppe selbst entworfene Raumkunstobjekte aus. Dieser Künstlervereinigung gehörten die Architekten Georg Metzendorf, Edmund Körner und Alfred Fischer sowie der Künstler Adolf Holub an.
Mit der Eröffnung des neuen Hauses an der Kettwiger Straße während der Zeit des Ersten Weltkrieges folgten wirtschaftliche Probleme. Gleichzeitig eröffnete 1915 an der Burgstraße (heute Kettwiger Straße 44) das Einrichtungshaus Schürmann (heute AppelrathCüpper), das sich zu einem starken Konkurrenten entwickelte. Die von Anfang an vermieteten Flächen für andere Läden im Eickhaus nahmen deutlich zu, so dass sich auch Büros und Praxen im Haus befanden. Nach Auflösung der Firma Eick Söhne fanden in den Jahren 1932/33 umfangreiche Umbauarbeiten im Gebäudeinnern statt. 1938 verfügte die Raumkunst GmbH, ein Einrichtungshaus als Nachfolgegesellschaft von Eick Söhne, noch über die Hälfte der gesamten Gebäudenutzfläche.
Nach schweren Schäden aus dem Zweiten Weltkrieg wurde das Haus verändert wiederaufgebaut. Das einst mit Kupferblechen bedeckte, pagodenartige Dach wurde nicht wiederhergestellt. Stattdessen wurde ein nach hinten versetztes sechstes Stockwerk mit Flachdach aufgesetzt. Die Werksteinfassade wurde instand gesetzt und ist weitgehend erhalten geblieben. Hinzu kam ein flaches Vordach rund um das Erdgeschoss. Die Fenster der ersten Etage an der Südseite zum heutigen Willy-Brandt-Platz wichen nach 1957 einer glatten Mauer. Im Norden stand das nicht zum Eickhaus gehörige Derendorf-Haus, das im Krieg vollständig zerstört wurde. Beim Wiederaufbau 1948 wurde das neue Gebäude dem Eickhaus angepasst. In den 1950er Jahren zog die Bekleidungskette Peek & Cloppenburg in das Eickhaus ein. 1989 wurde durch einen Mitarbeiter von Peek & Cloppenburg der Modefilialist Anson’s in Essen gegründet, der bis zum Dezember 2019 im Eickhaus ein Geschäft betrieb. Von Mai 2020 bis August 2023 war das Modehaus Sinn darin ansässig. Seit Oktober 2023 belegt ein Geschäft mit Weihnachtsartikeln die Fläche des Erdgeschosses.
Am 24. August 2000 wurde das Eickhaus unter Denkmalschutz gestellt. Der Schutzumfang wurde im Januar 2018 um das zur Rathenaustraße hin liegende Treppenhaus erweitert. Nicht unter Schutz stehen das nach dem Krieg aufgesetzte Stockwerk und das nördlich angebaute Derendorf-Haus.
Mitte 2018 wurde das Gebäude an die von Hendrik de Waal gegründete DWI-Gruppe aus Hamburg verkauft. Zuvor war es in niederländischem Privatbesitz.

## Zukunft
Die DWI-Gruppe als Eigentümerin des Eickhauses lobte Anfang 2021 einen Architekturwettbewerb aus, um die städtebauliche Rolle des Gebäudes als Eingangstor zur Innenstadt neu hervorzuheben. Anfang Juni 2021 wurde unter Beteiligung des Denkmalschutzes, der Stadtverwaltung, dem Vorsitzenden des Ausschusses für Stadtentwicklung, der Essener Marketing Gesellschaft, einem Gremium von Architekten und der Eigentümerin der Entwurf des in Essen ansässigen Architekturbüros Brüning Rein ausgewählt. Damit soll das Haus bis auf Höhe des einstigen Pagodendachs mit einem Glaskubus aufgestockt werden.